# Jane Alexander
Jane Alexander (született: Jane Quigley) (Boston, Massachusetts, 1939. október 28. –) Tony- és kétszeres Primetime Emmy-díjas amerikai színésznő.

## Filmek
- 2020 - The Man in the Woods - Vivien Waldorf
- 2017 - Három Krisztus (Three Christs) - Dr. Abrams
- 2013 - Mr. Morgan utolsó szerelme (Mr. Morgan's Last Love) - Joan Morgan
- 2011 - Álmok otthona (Dream House) - Dr. Greeley
- 2009 - Terminátor: Megváltás (Terminator Salvation) - Virginia
- 2009 - A túlvilág szülötte (The Unborn) - Sofi Kozma
- 2008 - Falrengető (Gigantic) - Barbara Weathersby
- 2007 - A szerelem bősége (Feast of Love) - Esther Stevenson
- 2006 - A szépség és a szőr - Diane Arbus képzeletbeli portréja (Fur: An Imaginary Portrait of Diane Arbus) - Gertrude Nemerov
- 2005 - Warm Springs - Sara Delano Roosevelt
- 2002 - Napfényes Florida (Sunshine State) - Delia Temple
- 2002 - A kör (The Ring) - Dr. Grasnik
- 2001 - Töretlen hit (Jenifer) - Marilyn Estess
- 1999 - Árvák hercege (The Cider House Rules) - Edna nővér
- 1989 - Az 54. hadtest (Glory)  - Sarah Blake Sturgis Shaw
- 1987 - Édes haza (Sweet Country)  - Anna
- 1987 - Amerikai kánkán (Square Dance)  - ügyvezető producer, Juanelle
- 1984 - Bajkeverő Jane (Calamity Jane)  - producer, Calamity Jane (Martha Jane Canary)
- 1984 - Nem mondhatsz nemet (When She Says No) - Nora Strangis
- 1984 - Párbaj a városban (City Heat) - Addy
- 1983 - Testamentum (Testament) - Carol Wetherly
- 1981 - Éjszakai átkelés (Night Crossing) - Doris Strelzyk
- 1980 - Bilincs (Brubaker) - Lillian Gray
- 1979 - Kramer kontra Kramer (Kramer vs. Kramer) - Margaret Phelps
- 1978 - A Betsy (Harold Robbins’ The Betsy) - Alicia Hardeman
- 1976 - Az elnök emberei (All the President's Men) - Bookkeeper
- 1972 - Los Angeles, 43-as körzet (The New Centurions) - Dorothy
- 1971 - Pisztolypárbaj (A Gunfight) - Nora Tenneray
- 1970 - Jefferson utolsó menete (The Great White Hope) - Eleanor

## Díjak és jelölések

### Primetime Emmy-díj
- 2025 jelölés: legjobb vendégszínésznő (drámasorozat) (Különválás)
- 2005 díj: legjobb női mellékszereplő (minisorozat vagy tévéfilm) (Warm Springs)
- 2000 jelölés: legjobb vendégszínésznő (drámasorozat) (Esküdt ellenségek – Különleges ügyosztály)
- 1985 jelölés: legjobb női főszereplő (minisorozat vagy tévéfilm) (Malice in Wonderland)
- 1984 jelölés: legjobb női főszereplő (minisorozat vagy tévéfilm) (Calamity Jane)
- 1981 díj: legjobb női mellékszereplő (minisorozat vagy tévéfilm) (Playing for Time)
- 1977 jelölés: legjobb női főszereplő (minisorozat vagy tévéfilm) (Eleanor and Franklin: The White House Years)
- 1976 jelölés: legjobb női főszereplő (minisorozat vagy tévéfilm) (Eleanor and Franklin)

### Golden Globe-díj
- 1984 jelölés: legjobb női főszereplő (filmdráma) (Testamentum)
- 1980 jelölés: legjobb női mellékszereplő (Kramer kontra Kramer)
- 1971 jelölés: az év színésznő felfedezettje  (Jefferson utolsó menete)

### Oscar-díj
- 1984 jelölés: legjobb női főszereplő (Testamentum)
- 1980 jelölés: legjobb női mellékszereplő (Kramer kontra Kramer)
- 1977 jelölés: legjobb női mellékszereplő (Az elnök emberei)
- 1971 jelölés: legjobb női főszereplő (Jefferson utolsó menete)

## Fordítás
- Ez a szócikk részben vagy egészben  a   Jane Alexander című angol Wikipédia-szócikk fordításán alapul.  Az eredeti cikk szerkesztőit annak laptörténete sorolja fel. Ez a jelzés csupán a megfogalmazás eredetét és a szerzői jogokat jelzi, nem szolgál a cikkben szereplő információk forrásmegjelöléseként.

## További információ
- Jane Alexander a PORT.hu-n (magyarul)
- Jane Alexander az Internetes Szinkronadatbázisban (magyarul)
- Jane Alexander az Internet Movie Database-ben (angolul)
- Jane Alexander a Rotten Tomatoeson (angolul)